# 自首
自首（）とは、犯人が自らが犯した犯罪について自発的に捜査機関に名乗り出ること。

## 日本法
日本における沿革は律令制度に遡り、現代の刑事訴訟法学では講学上捜査の端緒の一類型とされる（刑事訴訟法第245条、犯罪捜査規範63条、事件事務規程8条）。
罪を犯した者が捜査機関に発覚する前に自首した場合、その刑を減軽することができる（刑法第42条1項）。なお、罪を犯した者が捜査機関に発覚した後に自己の犯罪事実を告げた場合、自首は成立しない。親告罪については、告訴権者に対して自己の犯罪事実を告げ、その措置をゆだねることで、自首と同様の効果が発生する（首服、刑法第42条2項）。
自首減軽の趣旨は、犯罪の捜査を容易くするという刑事政策的理由と、自首は改悛の情を示すものである場合が多いため、責任非難が減少することにある。
なお、申告した犯罪事実に虚偽が混ざっている場合に、自首が成立するかは事例判断による。

### 自首の要件
1. 自発的申告
「自首」といいうるためには、自己の犯罪事実を捜査機関に対して自発的に申告することを要する。したがって、取調べの過程で当該犯罪事実について自供した場合は自首にあたらない（捜査機関に発覚していない余罪を自供した場合は自首にあたる）。同様に、窃盗の嫌疑に基づく職務質問の過程で当該窃盗について自発的に申し述べても自首にあたらないが、単に挙動不審者として呼び止められた時点で、未発覚の窃盗の事実を申し述べた場合は自首にあたる。
2. 自己の訴追を含む処分を求めること
犯罪事実をことさらに隠すような申告、あるいは、自己の責任を否定しようとするような申告であるときは、自首には当たらない。
3. 捜査機関に発覚する前
「捜査機関に発覚する前」とは、判例によれば、「犯罪事実が全く捜査機関に発覚していない場合」および「犯罪事実は発覚しているが、その犯人が誰であるか全く発覚していない場合」に自首が成立するとされている[3][4][5]。
例えば、殺人事件が発生し、捜査が開始されたが、まだ犯人が誰であるかが捜査機関によって特定されていない時点で、「あの事件をやったのは自分」と交番に出頭すれば自首が成立する。逆に、犯罪も認知され、捜査機関による犯人の特定もなされた時点で（指名手配中など）出頭しても自首は成立しない（情状酌量されて刑が減軽される可能性はある[6]）。ただし、捜査機関に自首しようとしたにもかかわらず受理すべき警察官がいなかったために自首が捜査機関の犯人覚知に後れたなどの事情がある場合は、自首の成立を認める場合もある[7]。
なお、刑法第42条の自首は捜査機関の発覚前であることを要件としているが、個別の法律の自首減免規定によってはこの要件を含めていない場合がある。銃砲刀剣類所持等取締法（銃刀法）の拳銃等に係る提出自首減免規定（第31条の5）や拳銃実包を提出して自首した者に係る刑の減免（第31条の10）は、不法な拳銃発射を極力防止するという政策的配慮に基づくものであり、捜査機関発覚後においてもその必要性に変わりはないことから捜査機関の発覚前であることを要件としていない（ただし同法に定める輸入罪や製造罪については刑法第42条の規定によるとされている）[8]。

### 自首の効果
自首が成立する場合、刑を減軽することができるが（刑法第42条1項、自首減軽）、自首は絶対的減軽事由ではなく、任意的（裁量的）減軽事由であるため、必ずしも自首減軽が適用されるとは限らない。ただし、犯罪によっては自首が成立すれば必ず刑が軽減又は免除される犯罪や、刑が免除される犯罪もある。これらの犯罪は、関係者による自首以外の方法による捜査が困難であったり、あるいは発生それ自体が重大な法益侵害を招くため、特に自首について犯人にメリットを与える必要があるためである。

### 歴史
日本において「自首」という言葉は、律令法の名例律の時代にすでに用いられ、罪の発覚以前に自首した者の罪を免ずる、また軽い罪で捕えられた者が未だに発覚していない重い罪の事実を自首すれば軽い罪についてのみ罰するとする「自首条」が設けられていた。
江戸時代には、自首を自訴と称して刑の軽減理由としての考慮がされていたが、幕府評定所の記録では、社会秩序の維持を重視して自訴に否定的な意見も度々挙げられ、容認する意見についてもむしろ自訴に付随する共犯者についての密告が期待されている。だが、寛政9年（1797年）に老中より博奕などの重罪についても刑罰の軽減を許容する指図が出されて以後は、幕府がもっとも重大な犯罪として捉えていた窃盗以外の犯罪における自訴を認める慣例が成立している。

## ベトナム法
ベトナムの刑事訴訟法では「犯人が、犯した犯罪または自身が発見される前に、自発的に管轄機関・組織に通報すること」と定義されている（第4条第1項（h））。
犯人が自首するため出頭したときは、受け付けた機関・組織は、自首した者の氏名・年齢・職業・居所および供述を記載した調書を作成し、直ちに捜査機関または検察院に連絡する責任を負う（第152条第1項）。犯罪が管轄内で行われたものでないことが判明した場合は、犯人の自首を受け付けた捜査機関は管轄権を有する捜査機関へ直ちに通知しなければならない（第152条第2項）。